# Katuutire Kaura
Katuutire Kaura (* 3. Februar 1941 in Ombujondjupa, Südwestafrika; † 23. Januar 2022 in Windhoek) war ein namibischer Politiker. 
Er war von 1998 bis 2013 Vorsitzender der Oppositionspartei DTA of Namibia (vormals Demokratische Turnhallen-Allianz) und zwischen 2000 und 2005 offizieller Oppositionsführer in der namibischen Nationalversammlung.
Kaura ging in den 1970er Jahren ins Exil in die Vereinigten Staaten von Amerika. Er arbeitete zunächst bis 1978 als Lehrer an der Nyack High School in New York sowie bis 1975 am Rockland Community College. Zur gleichen Zeit studierte Kaura an der Long Island University und der Columbia University.
Vor seinem Aufstieg zum Parteipräsidenten der DTA war er ab 1989 Vizepräsident. Kaura übernahm das Präsidentenamt, nachdem sein Vorgänger, Mishake Muyongo, aus der Partei ausgeschlossen worden war.
Am 7. September 2013 verlor Kaura überraschend die Wahlen um den Vorsitz der DTA gegen McHenry Venaani. Kauura wurde am 3. Februar 2014 wegen Rufschädigung aus der Partei ausgeschlossen und seines Parlamentssitzes enthoben, jedoch am 12. Februar 2014 wieder eingesetzt.
2017 schloss er sich der SWAPO an.
Kaura starb im Zuge einer COVID-19-Ekrankung.